# Giacomo Emilio Curatulo
Giacomo Emilio Curatulo (Marsala, 3 luglio 1864 – Roma, 1º febbraio 1948) è stato un ginecologo e politico italiano.

## Biografia
Si laurea in medicina all'Università di Palermo.
Medico ginecologo, è colonnello medico durante la prima guerra mondiale.
Docente di Ginecologia alla Sapienza-Università di Roma, è stato socio fondatore della Società italiana di Ginecologia e Ostetricia e membro della Edinburgh Obstetrical Society e della Chicago Gynecological Society.
Nel 1934 è nominato senatore del Regno. Fu tra i senatori che aderirono dopo l'8 settembre 1943 al governo della Repubblica Sociale Italiana.